# Bernard Carr
Bernard J. Carr es un físico teórico y astrónomo británico que actualmente ejerce como profesor de matemáticas y astronomía en la Universidad pública de Queen Mary de Londres (QMUL). En sus inicios, sus intereses de investigación que incluyen el universo temprano, la materia oscura, la relatividad general, y los agujeros negros le llevaron a iniciar sus investigaciones bajo el auspicio del famoso físico teórico Stephen Hawking. 
Posteriormente, y aún bajo la supervisión de Stephen Hawking, sus intereses se ampliaron al principio antrópico y lideró o condujo la investigación sobre los orígenes del universo al estudio y observaciones para probar la viabilidad de la propuesta de los los agujeros negros primordiales, una propuesta que había llegado de la propuesta de los físicos teóricos rusos Yakov Zeldovich e Igor Novikov, captando la atención de Stephen Hawking, aún su mentor por aquel entonces.

## Publicaciones
- Calmet, X., Carr, B., & Winstanley, E. (2014). Quantum black holes. Berlin: Springer.
- Carr, B. (Ed.). (2007). Universe Or Multiverse?. Cambridge University Press.
- Carr, B. J. & Hawking, S. W. (1974). "Black holes in the early Universe". Monthly Notices of the Royal Astronomical Society, 168(2): 399–416.
- Carr, B. J.; Clesse, S.; García-Bellido, J.; Hawkins, M. R. S.; & Kühnel, F. (2024). "Observational evidence for primordial black holes: A positivist perspective". Physics Reports. 1054: 1–68.